# 8561 Sikoruk
8561 Sikoruk este un asteroid din centura principală, descoperit pe 26 septembrie 1995 de Timur Kriaczko.